# Beatrix van Portugal (1386-1439)
Beatrix van Portugal (Veiros, Alentejo, 1386 - Bordeaux, 13 november 1439) was een dochter van koning Johan I van Portugal en diens minnares Inês Pires Estevez, een Joodse converso.
Beatrix (Portugees; Beatriz) was gravin van Arundel en Huntingdon, en zuster van hertog Alfons van Braganza. Als geboorteplaats wordt genoemd Veiros, in de Portugese streek Alentejo, maar dit gegeven is onzeker.
Ze trouwde op 26 november 1405 in Lambeth, Londen, met Thomas Fitzalan, 12e Graaf van Arundel (1381-1415). Thomas Fitzalan was een trouwe vazal van koning Hendrik IV van Engeland en dit huwelijk was vooral bedoeld om de banden tussen Portugal en Engeland te verbeteren.
Het huwelijk werd "gecontracteerd" door een vertegenwoordiger van Thomas, te Lissabon, in april 1405. Dit was Sir John Wiltshire, de belangrijkste edelman in dienst van Thomas Fitzalan. Hetzelfde jaar nog, in oktober, vertrok Beatrix naar Engeland in gezelschap van haar broer Alfons, de graaf van Barcellos.
Het huwelijk vond plaats met veel ceremonie en in bijzijn van koning Hendrik en diens echtgenote, de koningin Johanna van Navarra, waarbij de koning zelf de bruid aan de bruidegom overhandigde.
Thomas Fitzalan stierf op 13 oktober 1415 en het huwelijk tussen hem en Beatrix bleef kinderloos.
Het is mogelijk dat Beatrix in 1433 opnieuw is getrouwd met John Holland, 2e Graaf van Exeter (1395 – 1447). In ieder geval werd de aanvraag voor dit huwelijk geregistreerd op 20 januari 1433. Dat is opvallend omdat Thomas Fitzalan en John´s vader aartsvijanden waren.
Beatrix stierf in 1439, op 13 november, in de Franse stad Bordeaux. Ze ligt samen met Thomas Fitzalan opgebaard in de Collegiate Church in Arundel.
Deze Beatrix wordt soms verward met Beatrix de Pinto (1386-1447), de vrouw van de Engelse baron Gilbert Talbot (ca. 1383-1419) en later van Thomas Fettiplace (1394-1442).